# Јогјакарта
Јогјакарта (инд. Kota Yogyakarta, Yogya) град је у истоименом посебном региону на индонежанском острву Јава.
Град је стециште јаванске културе (батик, плес, гамелан, вајанг) и значајан туристички и универзитетски центар.
Године 2010. у граду је живело 388.088 становника на 32,8 km². Током рата за независност Индонезије (1945–1949) Јогјакарта је била њен главни град.
Јогјакарта је позната као „град гудега“, а дуж улица могу се наћи бројни ресторани специјализовани за ово јело, познати као „гудег куће“. Гудег се често продаје у лименкама како би се лакше преносио и извозио.

## Демографија
| 2010.   |
| ------- |
| 388.088 |